# Cohors II Galica
La Cohors II Galica fue una unidad auxiliar de infantería del ejército imperial romano del tipo Cohors quinquagenaria peditata que estaba de guarnición en la desconocida localidad de ad Cohortem Gallicam a finales del siglo IV, según indica la Notitia Dignitatum, y que posiblemente se encontraba de guarnición en Hispania desde finales del siglo I o comienzos del siglo II.